# Lipová-lázně

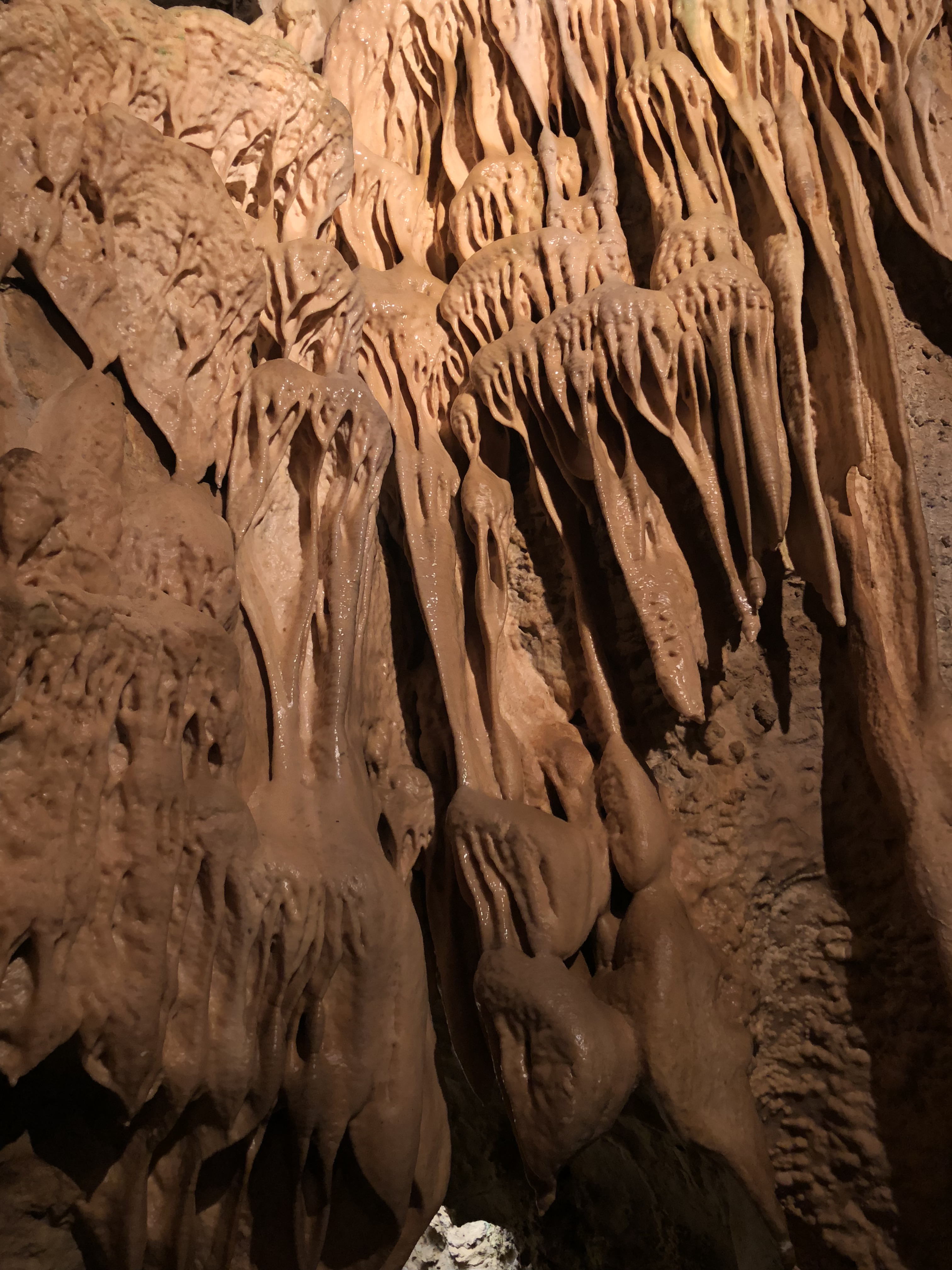
Nacieki w Jaskini Na Pomezi

Lipová-lázně (do 1960 Dolní Lipová, niem. Bad Lindewiese) – wieś w Czechach, w kraju ołomunieckim, na granicy pasm górskich Gór Złotych (czes. Rychlebské hory) i Wysokiego Jesionika (czes. Hrubý Jeseník) w dolinie potoku Staříč.
We wsi znajdują się stacje kolejowe Lipová Lázně i Horní Lipová oraz dwa przystanki: Lipová Lázně jeskyně i Lipová Lázně zastávka.

## Części gminy
- Bobrovník
- Horní Lipová
- Lipová-lázně

### Obwody katastralne
- Dolní Lipová
- Horní Lipová

## Nazwy
Nazwy miejscowości:
- Czeska: Bobrovník, niemiecka: Bieberteich (w latach 1869-1880 Biberteich).
- Czeska: Horní Lipová, (od 1880 Horní Lipová), niemiecka: Ober Lindewiese (od 1869 Ober-Lindewiese, w latach 1900-1910 Oberlindewiese).
- Czeska: Lipová-lázně (od 1869 Dolní Lipová, od 1880 Dolní Lípová), niemiecka Nieder Lindewiese (w latach 1900-1910 Niederlindewiese).

## Historia
Pierwsza pisemna wzmianka pochodzi z 1290.

## Warte obejrzenia
- Lázně Dolní Lipová – park zdrojowy w Lipowie Dolnej,
- Grób i pomnik Rudolfa Haukeho,
- Pomnik robotników poległych w Strajku frywaldowskim,
- Gospoda Na Rychtě
- Jaskinia Na Pomezí
- zachowany dom sołtysa (nr 36) z barokowym kartuszem z kamienia i napisem Scholtisey 1696,
- 300-letnia lipa o obwodzie 465 cm przy stacji kolejowej.